# 王立ザクセン邦有鉄道

ザクセン王国の旗

王立ザクセン邦有鉄道（おうりつザクセンほうゆうてつどう、ドイツ語: Königlich Sächsische Staatseisenbahnen）は、1869年から1918年までザクセン王国で運営されていた国有鉄道である。1918年から1920年にドイツ国営鉄道（ドイツ国鉄）に統合されるまでは、「王立」(Königlich) が外れて単にザクセン邦有鉄道 (Sächsische Staatseisenbahnen) と呼ばれていた。日本語ではザクセン官有鉄道、ザクセン国鉄などとも呼ばれる。
ドイツでは、1871年にプロイセン王国・バイエルン王国・ザクセン王国・バーデン大公国・ヴュルテンベルク王国などのドイツ語圏の多くの領邦からドイツ帝国が成立したが、それ以前に多くの領邦は独自に鉄道を有していた。各領邦の鉄道は、次第に運営上の協力を深めてはいったが、ドイツ帝国成立後も第一次世界大戦後までそれぞれに独立したまま運営された。

## 歴史

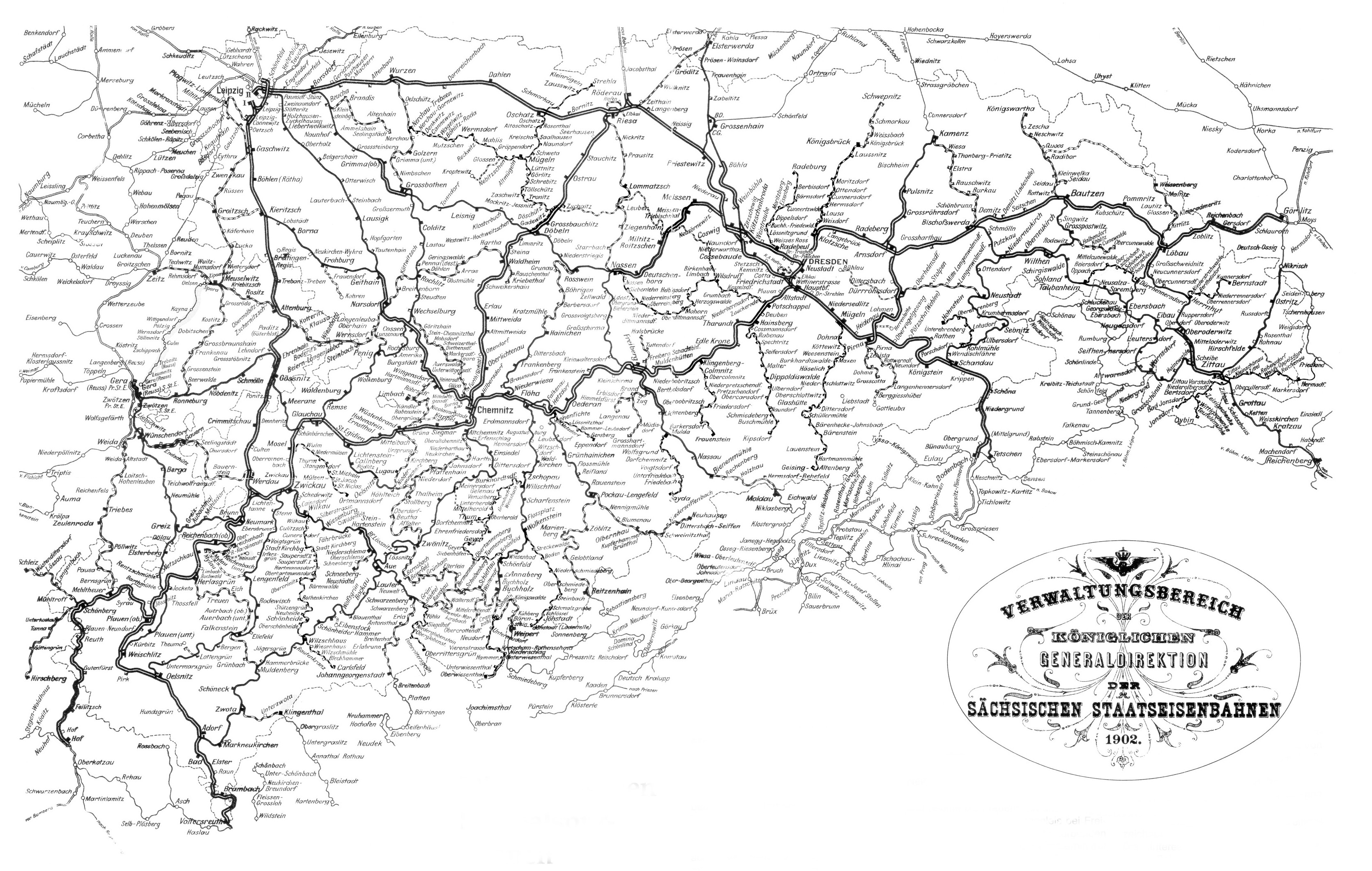
王立ザクセン邦有鉄道の路線網（1902年）

### 邦有鉄道の成立
民間企業によるライプツィヒ-ドレスデン鉄道の1839年の完成後、ザクセンの議会も鉄道建設へ関与するようになった。初期には、バイエルン、ボヘミア、シュレージエンなどと結ぶ鉄道および国内を南北に走る鉄道が必要であるとされた。この計画の資金は、民間が出資した鉄道委員会の手に握られていた。一方で政府は、適切な政治的・法的判断を行うこととされた。1841年1月14日、バイエルン王国とザクセン＝アルテンブルク公国の間でライプツィヒとホーフを結ぶ鉄道建設に関する条約で合意された。1841年6月22日、ザクセン-バイエルン鉄道が設立され、1842年9月19日にライプツィヒとアルテンブルクの間が開通した。建設費が予定の限度を超過してしまったため、合意を履行するために政府が参加して国家予算で完成させなければならなくなった。ライヒェンバッハ・イム・フォークトラントまで完成した鉄道路線が1847年4月1日に政府所有に移管された。
同時に、ライプツィヒに設立された王立ザクセン-バイエルン邦有鉄道管理局 (Königlichen Direction der Sächsisch-Bayerischen Staatseisenbahn) が業務を開始した。この管理局には議会によって特別な規定が与えられた。管理局の幹部は適切な権限が与えられ、政府当局の直轄下に置かれた。職員の給与は議会の承認を受け、運賃も法律の規制を受けた。ゲルチュタール橋やエルスタータール橋などを含む鉄道の建設費出資に加えて、鉄道の所有と運営の関係に関してザクセン＝アルテンブルクとバイエルンの間で合意する必要があった。1851年7月15日にホーフまでの路線が完成した。
ドレスデンからボーデンバッハまでのザクセン-ベーメン鉄道の建設を引き受ける適切な会社が見当たらなかったため、この業務も政府が実施することになった。1848年8月1日にドレスデンからピルナまでの区間が開通し、これがザクセンにとっての2番目の国有鉄道路線となった。これに伴い、ドレスデンに本部を置く王立ザクセン-ベーメン邦有鉄道建設運営管理局 (Königliche Direction für Bau und Betrieb der Sächsisch-Böhmischen Staatseisenbahn) が設置された。
1843年7月24日にプロイセン王国と条約が結ばれ、ドレスデンからバウツェンを経由してプロイセン領のゲルリッツおよびブンツラウまでの鉄道が建設されることになった。これによりブレスラウへの重要な連絡路線が可能となった。
1847年9月1日にドレスデンからゲルリッツまで、全長102 kmの路線が政府の支援を受けて設立された民間企業であるザクセン-シュレージエン鉄道 (Sächsisch-Schlesische Eisenbahn) によって開通した。1851年1月31日にこの会社は政府所有に移管された。同時に私鉄のレーバウ-ツィッタウ鉄道も買収された。ドレスデンから出るこれらの路線の経営を統合することにより費用を節約できるとされ、王立ザクセン-ベーメンおよびザクセン-シュレージエン邦有鉄道ドレスデン管理局 (Königliche Direction der Sächsisch-Böhmischen und Sächsisch-Schlesischen Staatseisenbahnen in Dresden) が発足した。1852年12月14日にこれはより簡潔な王立ドレスデン邦有鉄道管理局 (Königliche Staatseisenbahn-Direction zu Dresden) と改称した。
1853年10月1日には、王立ケムニッツ-リーザ邦有鉄道管理局 (Königliche Direktion der Chemnitzer-Riesaer Staatseisenbahn) が発足した。この局は、リーザ-ケムニッツ線の建設を完成させ、その後運営を行うことを任務としていた。ヴァルトハイム - デーベルン間の構造物建設費により民間のケムニッツ-リーザ鉄道が経営破綻したために、これを引き継ぐ必要からであった。
プロイセンとは異なり、ザクセンでは鉄道法が制定されることはなかった。これは、各鉄道の建設提案について毎回議会で承認を受ける必要があるということを意味していた。過去の否定的な経験にもかかわらず、この後の10年間も邦有鉄道の建設は増加していった。これには地理的な難点から、様々な問題が発生した。ケムニッツ-リーザ間だけではなく、フライベルクからターラント間などでも、技術的に大きな困難があり、これにともなって費用も高騰した。
1858年11月15日、ケムニッツからツヴィッカウまでの路線が開通した。これは、1845年に建設されたツヴィッカウからの路線を経由することにより、リーザからザクセン-バイエルン鉄道へとつながったことを意味していた。この結果、ケムニッツ管理局は廃止され、管轄下の路線はライプツィヒ局に移管されて王立西部邦有鉄道管理局 (Königliche Direktion der westlichen Staatseisenbahn) に改称された。同時にドレスデン局は王立東部邦有鉄道管理局 (Königliche Direktion der östlichen Staatseisenbahnen) に改称された。
1862年には邦有鉄道の全長は525 kmに達した。これに加えて、ライプツィヒ-ドレスデン線、ツヴィッカウやデーレンのザクセン炭田地方における私有の炭鉱鉄道、ツィッタウ-ライヒェンベルク鉄道などがあった。しかしツィッタウ-ライヒェンベルク鉄道については12分の11の所有権を政府が持っていた。
1865年にはライプツィヒからコルベタおよびビターフェルトまでがつながり、これによりマクデブルクおよびベルリンへもつながった。またフォークトラント邦有鉄道（ヘアラスグリュン - エーガー間）ともつながった。

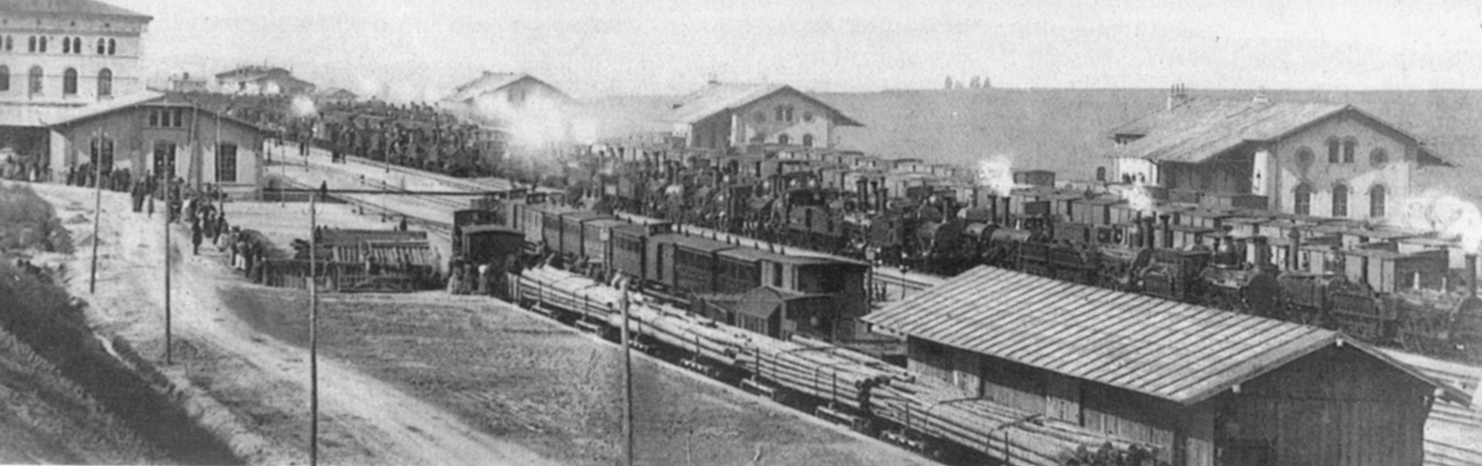
普墺戦争に際してエーガーへ避難させられたザクセンの機関車

ザクセンの鉄道史で大きな出来事であったのが、1866年にプロイセン王国とオーストリア帝国の間で戦われた普墺戦争であった。ザクセンはオーストリア側に付いていたため、プロイセン軍が侵攻してきた際にはすべての機関車をホーフ、エーガー、ブダペストへ避難させた。戦争中には、オストラウの高架橋とリーザのエルベ川に架かる橋が破壊された。戦後の平和条約では、プロイセンはシュレージエン鉄道のうち自国領内を通過する部分とゲルリッツ駅の所有権を得た。またライプツィヒとツァイツを結ぶ路線の許可も得た。
その後、鉄道網はさらに拡張された。シュヴァルツェンベルクに鉄道が1858年に通じたことで、上エルツ山地地方にも鉄道が通じた。1866年にはアンナベルク＝ブーフホルツへの線が開通し、1872年にはヴァイパートへの線も開通した。こうした路線のもっとも重要な理由は、北ボヘミア盆地の石炭の輸送にあった。1869年にはフレーハとフライベルクの間がつながって、2つの鉄道網が統合された。
この結果、1869年7月1日にライプツィヒ局とドレスデン局が統合されて、王立ザクセン邦有鉄道総管理局（Königlichen Generaldirection der sächsischen Staatseisenbahnen、略称K. Sächs. Sts. E. B.）となり、ドレスデンに本部が置かれた。
ザクセン邦有鉄道の局長となった人物としては、枢密顧問であったオットー・ユリウス・フォン・チルシュキー・ウント・ベーゲンドルフがおり、これはのちにやはり局長に就任したパウル・フォン・デア・プラーニッツの義理の父親であった。

### さらなる拡張
1871年にドイツ帝国が成立した後の数年間、ザクセンでは多くの私鉄の建設計画が生まれていた。しかし多くの場合は、この計画された路線を完成させ、あるいは運行を続けるためには政府の支援が必要となった。これに加えて、さらに鉄道網を拡張する建設工事が続けられた。鉄道の建設により、エルツ山地やラウジッツなどの地方の村々にも工業を発展させることが可能となり、発展途上地域を育成することになった。1876年7月1日に政府はライプツィヒ-ドレスデン鉄道を買収し、これにより路線長を337.5 km伸ばした。その後、ザクセンに残るほとんどすべての私鉄が買収された。これはプロイセンが主導していたドイツ国営鉄道構想の準備のためであった。

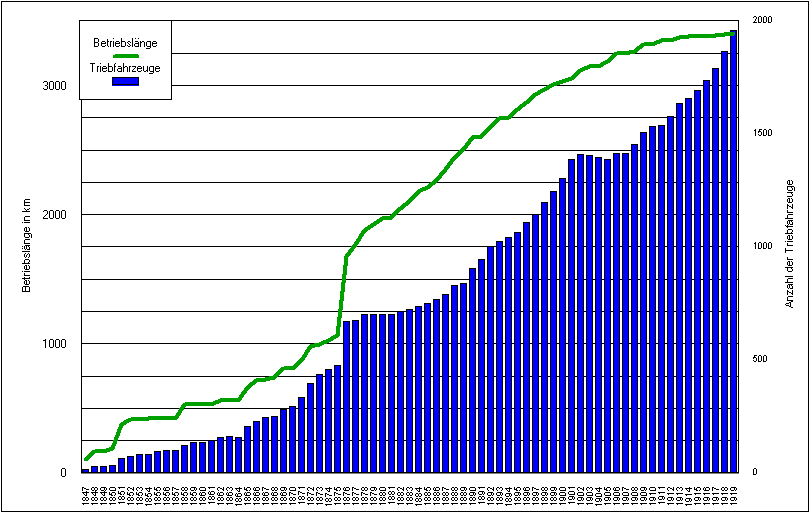
ザクセン邦有鉄道の路線長（緑の折れ線、左目盛）と機関車保有数（青の棒、右目盛）の推移

鉄道の建設費および運営費は必ずしも鉄道の収益で償えるわけではなかったため、規格の簡素化を検討するようになった。1865年にはドイツ鉄道管理局連合の技術者会議において2級線の考え方が提案された。これは1878年に「ドイツの優先度の低い鉄道に関する規定」(Bahnordnung für deutsche Eisenbahnen untergeordneter Bedeutung) として正式化された。この簡易規定に基づいて建設された路線は、ザクセンにおいては2級線 (Sekundärbahnen) と呼ばれた。26の路線で全長453 kmがただちに2級線としての運営とされ、1879年には2級線として最初から建設された初めての路線、ライプツィヒからプラーグヴィッツを経由してガシュヴィッツへの郊外路線が開通した。
2級線であっても、すべての場合に想定されていた費用節約が得られるわけではなかったため、1881年には750 mm軌間の狭軌鉄道の建設が開始された。1881年10月17日にヴィルカウとキルヒベルクの間が開通した。1920年までにはザクセン狭軌鉄道網の全長は519.88 kmに達した。
重要な鉄道施設としては、1891年から1901年にかけて建設されたドレスデン中央駅と1915年に完成したライプツィヒ中央駅が挙げられる。どちらの駅の改良も、これらの都市の鉄道施設の大規模な改良を伴っていた。
1918年にザクセン王フリードリヒ・アウグスト3世が退位して王国から自由州となり、「王立」の冠が取れて単にザクセン邦有鉄道と呼ばれるようになった。1920年にドイツ国営鉄道に移管される時点で、ザクセン邦有鉄道は3,370 kmの路線長があった。

## 鉄道網
ドレスデンの鉄道網は南北方向にライプツィヒからプラウエンを経由してホーフへ、リーザからケムニッツへ、エルスターヴェルダからドレスデンおよびシェーナへ、東西方向にプラウエンからケムニッツを経由してドレスデンへ、ライプツィヒからドレスデンへ、ドレスデンからゲルリッツへ、といった構成となっている。工業化の進んだエルツ山地地方へは、川の谷に沿って建設された行き止まりの線が張り巡らされていた。何か所かでエルツ山地の分水界を越えてボヘミアの鉄道網と連結されていた。

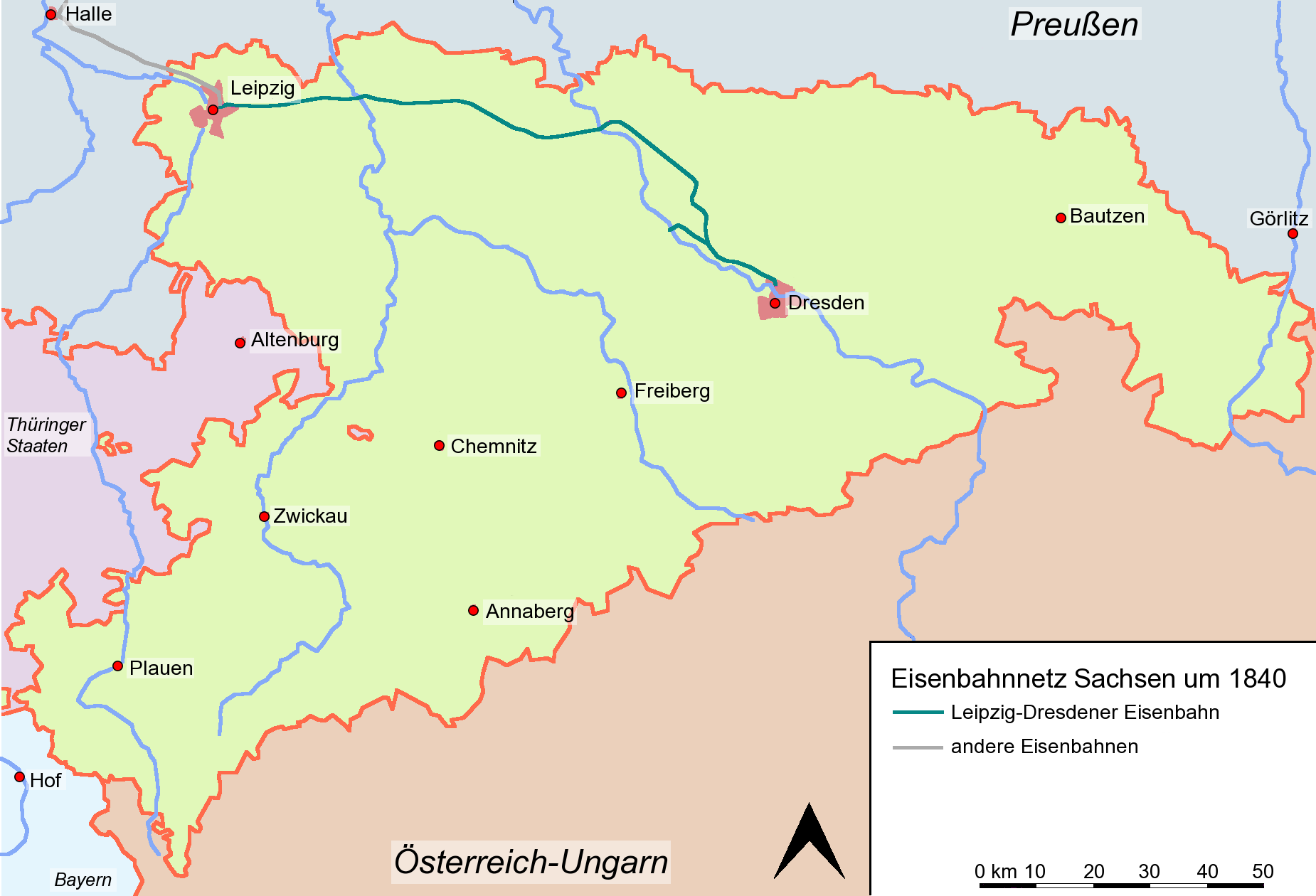
1840年の鉄道網
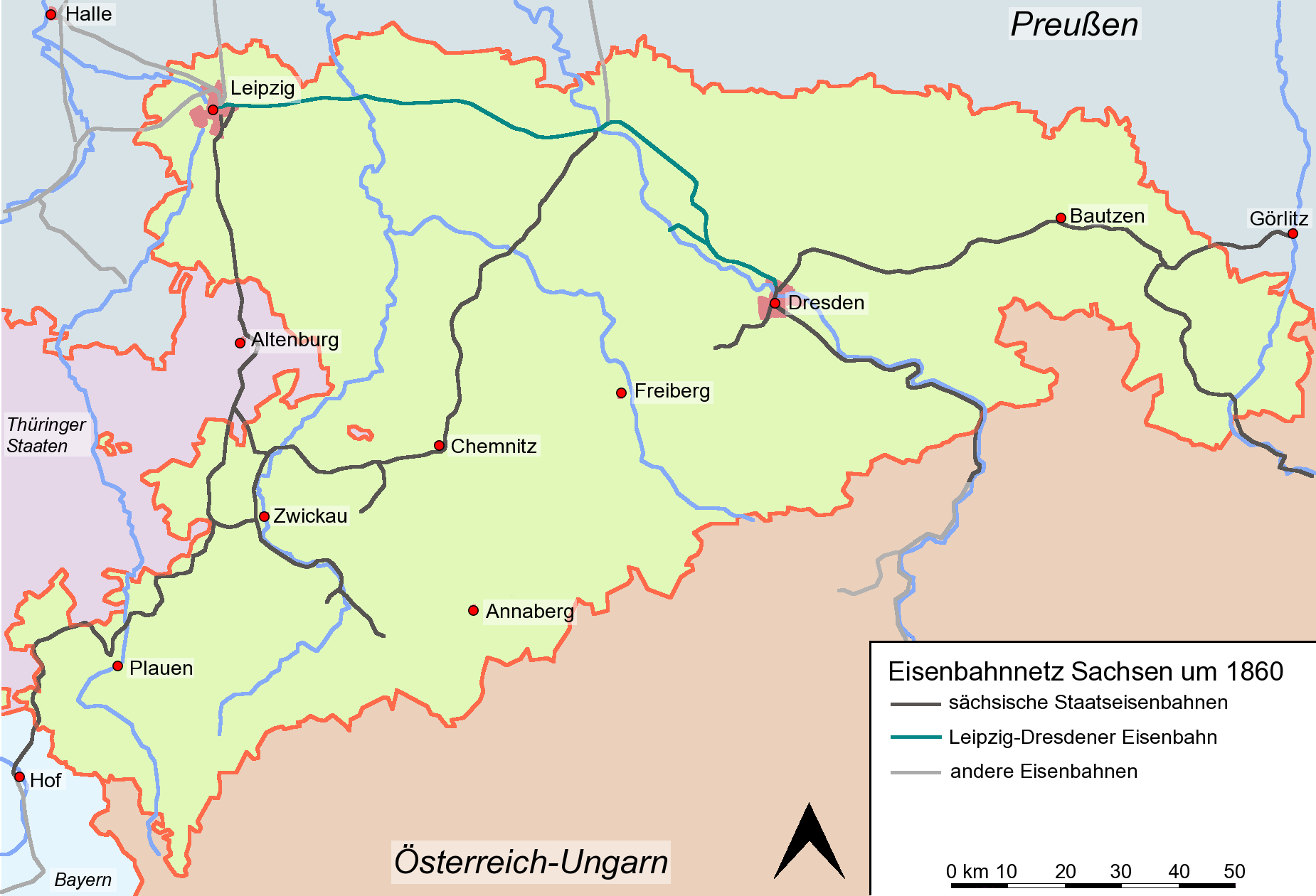
1860年の鉄道網
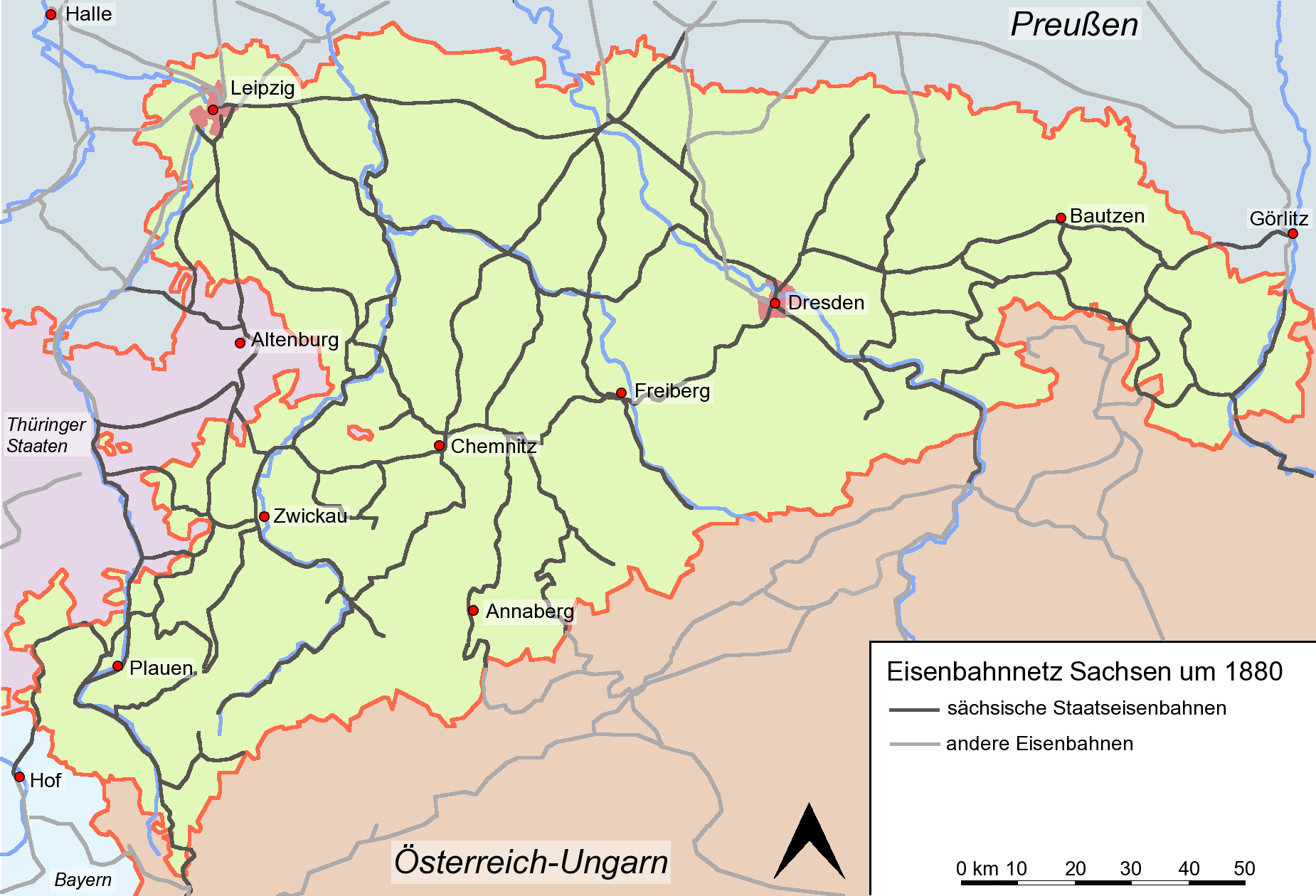
1880年の鉄道網
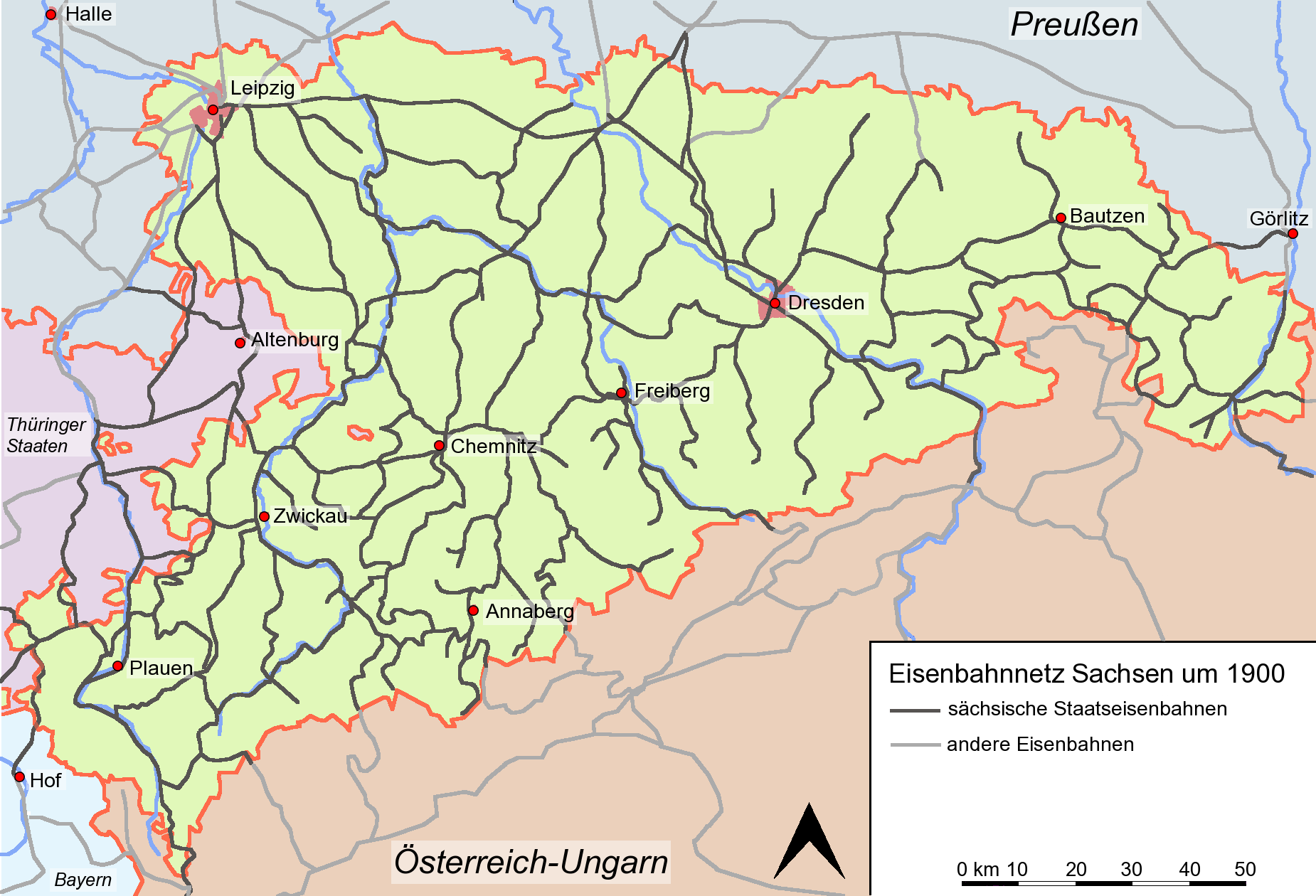
1900年の鉄道網
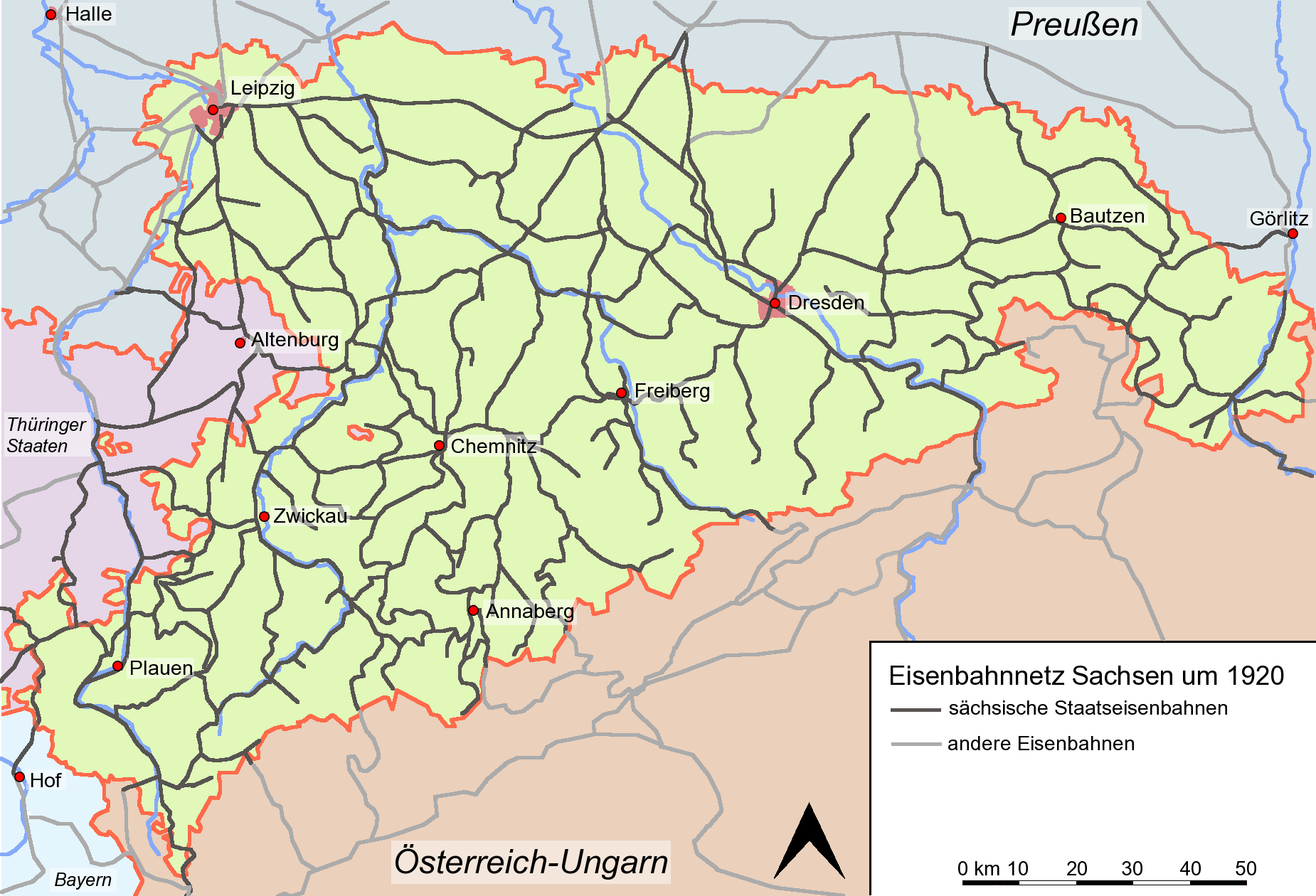
1920年の鉄道網
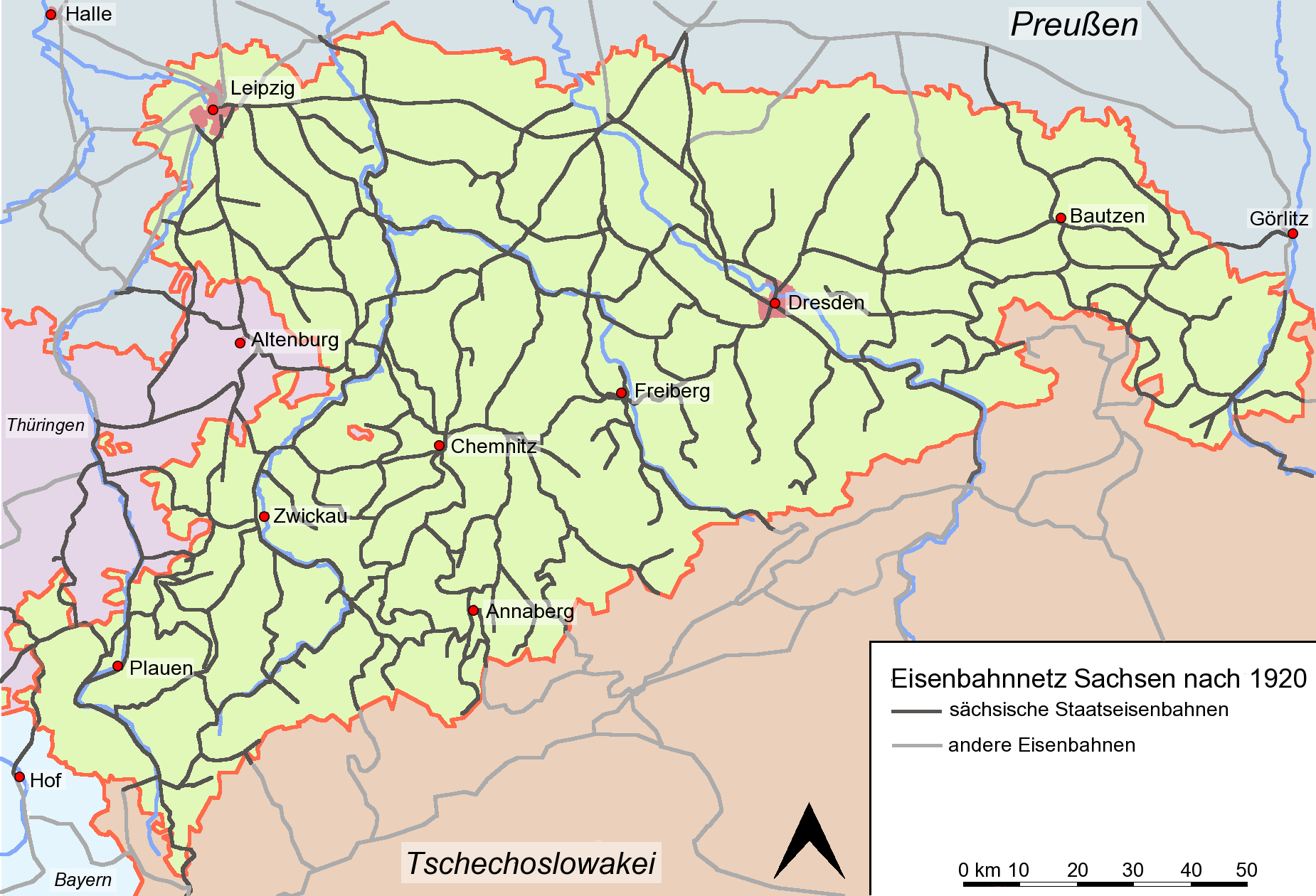
1920年以降

## 鉄道車両

### 蒸気機関車
最初の蒸気機関車は、イギリスですでに実績のある型を購入したものであった。車軸配置0-4-0のものと、のちには2-4-0のものであった。また当初は2-2-2のものも購入されていた。
これらの機関車は比較的長期間にわたって本線に配置されていた。1870年になってようやく4-4-0のK-VIII型が投入された。支線や入換用には、さらに長期間にわたって0-4-0が主力であった。1890年代初頭から3動軸機が導入された。
この頃から、貨物用、旅客用、急行用など各種の用途により合わせて機関車が設計されるようになった。北部や北東部は平坦で、南部や南西部は山がちであるという地形的な条件のために、多くの異なった設計の機関車が導入された。20世紀になるころには高速な新世代機関車が導入された。4-6-0の機関車に続いて、4-6-2（XVIII H型）や2-4-2（XX HV型）が急行列車に、2-6-2（XIV HT型）が普通列車用に、2-8-0（IX H型）や0-10-0（IX V型、XI HT型）が貨物列車用に導入された。
狭軌用の機関車の開発にはあまり重点が置かれなかった。3動軸のI K型の後には、あまり納得のいかない2つの形式が投入されたが、1892年から製造された0-4-4-0のマイヤー式機関車、IV K型が開発され、数十年にわたってザクセン狭軌鉄道網の主力となった。1918年製のVI K型が最後の成功を収めた形式となった。
私鉄のライプツィヒ-ドレスデン鉄道はいくつかのドイツの機関車メーカーから機関車を購入していたが、邦有鉄道はケムニッツにあるザクセン機械工場でほとんどの機関車の開発・製造を行っていた。

### 動力分散車両
動力分散方式の車両は、ザクセンの鉄道では限られた数しか使用されなかった。定期運行で長く使用されたのは、クリンゲンタール-ザクセンベルク＝ゲオルゲンタール狭軌線における電車のみであった。蒸気動車、蓄電池動車、内燃動車などの実験も行われていた。1883年から長期にわたって使用されていたのは、3両のトーマス式蒸気動車であった。1915年に購入された2両の電気式ディーゼルカーは、それ自体は成功をおさめたが、第一次世界大戦後スイスへ売却された。

### 貨車
ザクセンでは独自に設計した貨車に加えて、プロイセン設計のものを改良したものも使用していた。ドイツ邦有鉄道車両連合が1909年に発足した後は、標準化された貨車が導入された。